# Batrachomyomachia

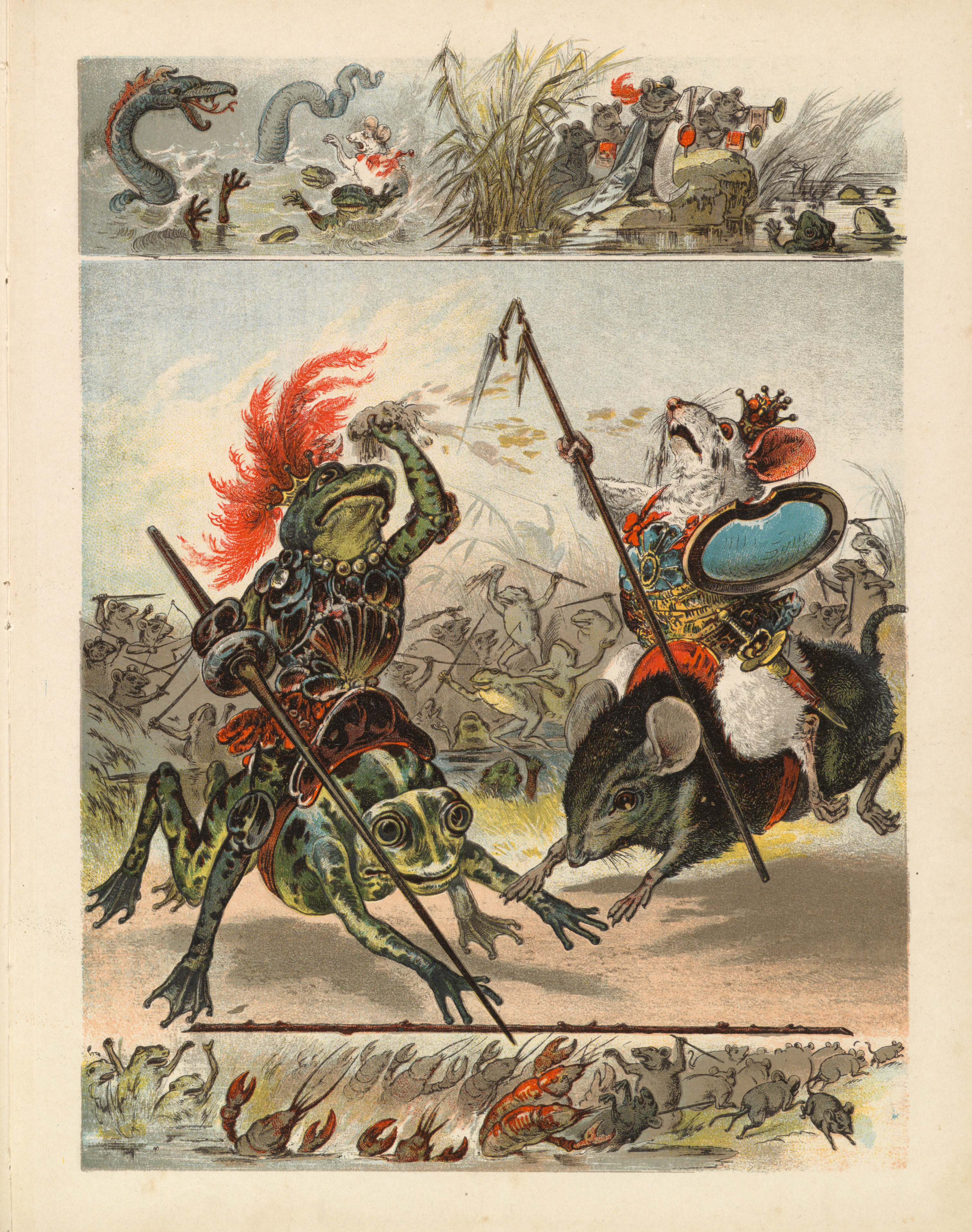
De oorlog tusschen de kikvorschen en de muizen in het boek Aardige Sprookjes ca. 1890

De batrachomyomachia (Oudgrieks: Βατραχομυομαχία, van βάτραχος, kikker, μῦς, muis, en, μάχη, strijd) of de strijd van kikkers en muizen is een Griekse satire op de Ilias. Evenals de Ilias is het geschreven in dactylische hexameters. In plaats van de strijd om Troje beschrijft het de strijd tussen de batrachoi (de kikkers) en de myes (de muizen). Door de Romeinen is het werk toegeschreven aan Homerus zelf, maar volgens Plutarchus is het werk toe te schrijven aan Pigres van Halicarnassus, de broer of de zoon van Artemisia, de koningin van Caria en bondgenoot van Xerxes I. Sommige moderne geleerden daarentegen, wijzen het toe aan een onbekend dichter uit de tijd van Alexander de Grote.

## Inhoud
Een muis die water aan het drinken is van een meer ontmoet de koning van de kikkers, die hem bij zich thuis uitnodigt. Als de koning van de kikkers over het meer zwemt met de muis die op zijn rug zit, worden ze geconfronteerd met een schrikbarende waterslang. De kikker duikt onder water, de muis vergetend, die verdrinkt. Een andere muis is getuige van dit voorval vanaf de rand van het meer en vertrekt om iedereen erover te vertellen. Wegens dit voorval bewapenen de muizen zich voor een gevecht om het verraad van de koning van de kikkers te wreken, en zenden daarom een heraut naar de kikkers met een oorlogsverklaring. De kikkers beschuldigen hun koning, die met klem het incident ontkent. In tussentijd stelt Zeus, die ziet dat er een oorlog op gang is, aan de goden voor om partij te kiezen, en in het bijzonder stelt hij voor dat  Athena de muizen zal helpen. Athena weigert, omdat de muizen naar haar zeggen haar veel leed berokkend hebben. Ten slotte beslissen de goden om toe te kijken in plaats van zich actief te mengen. Een gevecht volgt en de muizen zegevieren. Zeus rekruteert een leger krabben om de volledige vernietiging van de kikkers te voorkomen. Onmachtig tegen de gewapende krabben, trekken de muizen terug en eindigt de oorlog na amper één dag bij zonsondergang.

## Nederlandse vertalingen
- Kikvorsenmuizenstrijd. (Homerus). Vertaald door Jaap M. Hemelrijk. Ambo Klassiek, 1991, 1996
- Kikkermuizenoorlog, in Pseudo-Homerus, Kikkermuizenoorlog, en Theodoros Prodromos, Katmuizenoorlog. Vertaling en inleiding Willem J. Aerts, Uitgeverij Styx, 1992

## Gerelateerde onderwerpen
- Andere werken aan Homerus toegeschreven
- Griekse Lyriek